# Ylva Johansson
Ylva Johansson, née le 13 février 1964 à Huddinge (Suède), est une femme politique suédoise, membre du Parti social-démocrate suédois des travailleurs (SAP).

## Biographie
Enseignante de profession, elle est entre 1988 et 1991 députée du parlement suédois pour le Parti de gauche – Les communistes (Vänsterpartiet Kommunisterna), renommé Parti de gauche (Vänsterpartiet) en 1990. Elle revient au Parlement en 1994, cette fois-ci représentant le Parti social-démocrate. Elle est ministre de l'Éducation entre 1994 et 1998, ministre des Affaires sociales et des Personnes âgées entre 2004 et 2006 puis ministre du Travail au sein du gouvernement Löfven entre 2014 et 2019,.
En 2019, elle devient commissaire aux Affaires intérieures au sein de la commission von der Leyen.

## Positions politiques
Ylva Johansson est considérée comme membre de « l'aile gauche des sociaux-démocrates ».
Pour faire face au déclin démographique de l'Union européenne, Ylva Johansson plaide en faveur d'une augmentation de l'immigration. 